# 元涌谷村
元涌谷村（もとわくやむら）は、昭和23年（1948年）まで宮城県遠田郡北東部にあった村。現在の涌谷町涌谷・小塚・上郡・下郡にあたる。

## 地理
- 河川：江合川

## 沿革
- 明治22年（1889年）4月1日 - 町村制施行にともない、涌谷村・小塚村・上郡村・下郡村の計4か村が合併して元涌谷村が発足。
- 昭和23年（1948年）12月1日 - 涌谷町と合併し、新制の涌谷町となる。

## 行政

### 歴代村長
| 代 | 氏名         | 就任                      | 退任                       | 備考 |
| -- | ------------ | ------------------------- | -------------------------- | ---- |
|    | 菅原貞治郎   | 明治35年（1902年）3月15日 | 明治45年(1912年)           |      |
|    | 内海想吉     | 大正2年（1913年）3月14日  | 大正14年（1925年）7月23日  |      |
|    | 永瀬亨造     | 大正14年（1925年）8月2日  | 昭和4年（1929年）7月23日   |      |
|    | 菊池譲亮     | 昭和4年（1929年）9月8日   | 昭和8年（1933年）7月27日   |      |
|    | 小野寺闇之丞 | 昭和8年（1933年）8月2日   | 昭和11年（1936年）5月12日  |      |
|    | 内海想吉     | 昭和11年（1936年）5月19日 | 昭和15年（1940年）2月19日  | 再任 |
|    | 末永寛       | 昭和15年（1940年）2月20日 | 昭和20年（1945年）8月10日  |      |
|    | 菊池譲亮     | 昭和20年（1945年）9月8日  | 昭和21年（1946年）4月5日   | 再任 |
|    | 入間田省吾   | 昭和21年（1946年）5月21日 | 昭和21年（1946年）11月25日 |      |
|    | 亘理正彦     | 昭和22年（1947年）4月6日  | 昭和23年（1948年）11月30日 |      |